# Teratoma
Un teratoma (del griego teras-, teratos 'pesadilla', 'monstruo', y -oma 'tumor', 'hinchazón') es un tumor encapsulado con componentes de  tejidos u órganos que recuerdan los derivados «normales» de las tres capas germinales.

## Histología
Es fácil identificar las tres capas que la conforman. 
Los tejidos del teratoma pueden ser muy similares a los tejidos que los rodean. Se ha informado de teratomas que contienen pelo, dientes, hueso, y muy raramente órganos más complejos como el corazón, torso, manos, pies, y otros miembros. Normalmente, un teratoma no contendrá órganos, sino uno o más tejidos que normalmente se encuentran en el cerebro, la tiroides, el hígado y los pulmones. 
A veces el teratoma contiene en su cápsula uno o más quistes llenos de fluido y cuando se produce un quiste de gran tamaño el teratoma puede potencialmente producir una estructura que recuerda a un feto. Puesto que están encapsulados, los teratomas son habitualmente benignos, aunque se conocen  algunas formas de teratoma maligno. Un teratoma maduro es típicamente benigno y se encuentra más habitualmente en mujeres, mientras que un teratoma inmaduro es típicamente maligno y se encuentra más a menudo en varones.
Se piensa que los teratomas ya están presentes en el nacimiento (congénitos), pero los de pequeño tamaño no son descubiertos hasta mucho más tarde en la vida del individuo.